# Доротея фон Саксония-Алтенбург
Доротея фон Саксония-Алтенбург (на немски: Dorothea von Sachsen-Altenburg; * 26 юни 1601, Торгау; † 10 април 1675, Алтенбург) от род Ернестинските Ветини, е принцеса от Саксония-Ваймар, Саксония-Алтенбург и чрез женитба херцогиня на Саксония-Айзенах.

## Живот
Тя е втората дъщеря на херцог Фридрих Вилхелм I фон Саксония-Ваймар (1562 – 1602) от род Ернестинските Ветини и втората му съпруга Анна Мария фон Пфалц-Нойбург (1575 – 1643), дъщеря на пфалцграф и херцог Филип Лудвиг фон Пфалц-Нойбург и съпругата му Анна фон Клеве.
На 11 май 1628 г. Доротея е поставена за коадюторка на манастир Кведлинбург от нейната по-голяма полусестра Доротея София (1587 – 1645), която там е абатеса. Тя напуска манастира.
Доротея се омъжва на 24 юни 1633 г. във Ваймар за херцог Албрехт фон Саксония-Айзенах (1599 – 1644) от рода на Ваймерските Ернестински Ветини. След три години, на 20 декември 1644 г., херцог Албрехт умира. Бракът е бездетен. Доротея умира след 31 години на 10 април 1675 г. в Алтенбург.